# ТБС-86
Навесной танковый бульдозер-снегоочиститель ТБС-86 — навесное оборудование для гусеничной военной техники. Предназначается для выполнения бульдозерных и снегоочистительных работ на маршрутах движения войск, а также рытья окопов при самоокапывании танков.
Управление отвалом бульдозера производится при помощи электрогидравлического оборудования, которое при его необходимости монтируется на танк в течение двух часов.
Производится предприятием Уралвагонзавод.

## Технические характеристики
| Характеристика                                                                               |                                        |
| -------------------------------------------------------------------------------------------- | -------------------------------------- |
| Тип оснащаемых танков                                                                        | Объекты 155, 166, 172 и их модификации |
| Масса, т                                                                                     | 2                                      |
| Ширина отвала, мм                                                                            | 3380                                   |
| Высота отвала, мм                                                                            | 900                                    |
| Ширина захвата в грейдерном положении отвала, мм                                             | 3255                                   |
| Наибольший угол установки отвала в грейдерное положение, град.                               | 15                                     |
| Наибольший угол перекоса отвала, град.                                                       | 1,5                                    |
| Наибольшая величина опускания режущей кромки отвала от опорной поверхности гусениц танка, мм | 420-450                                |
| Время перевода бульдозера из транспортного положения в рабочее, сек.                         | 35                                     |
| Скорость подъёма отвала, м/с                                                                 | 0,07                                   |
| Скорость опускания отвала, м/с                                                               | 0,08                                   |
| Время монтажа бульдозера на танк, ч                                                          | 2                                      |
| Время демонтажа бульдозера с танка, ч                                                        | 1,5                                    |
| Техническая производительность (грунты II и III категорий)                                   |                                        |
| Устройство проходов через рвы и овраги, м3/ч                                                 | 170-240                                |
| Оборудование спусков к местам переправ через водные преграды, м3/ч                           | 350-400                                |
| Отрывка окопов для танков, м3/ч                                                              | 180-240                                |
| Расчистка горных дорог от каменных завалов высотой 0,5-1 м, м3/ч                             | 180-200                                |
| Прокладка путей по снежной целине с глубиной снега 0,8 м, км/ч                               | 10-12                                  |
| Тип механизма управления отвалом бульдозера                                                  | электрогидравлический                  |